# The Mule (brano musicale)
The Mule è un brano dei Deep Purple contenuto nell'album Fireball del 1971, della formazione Mark II.
La canzone è centrata sul particolare “drumming” di Ian Paice, fino a divenire famosa nei concerti del gruppo perché ospitava sempre il suo assolo di batteria. La versione in studio è introdotta dal suono di un tamburello, dopodiché i quattro strumentisti cominciano a suonare sul riff iniziale. La parte vocale di Ian Gillan è breve e concentrata nella prima metà della canzone e viene seguita da una lunga parte strumentale e dagli assoli di Blackmore e Lord.
Il testo del brano scritto da Ian Gillan contiene riferimenti a Lucifero, ma il titolo è stato ispirato dal personaggio de Il Mulo, presente nei due romanzi di Isaac Asimov Fondazione e Impero e Seconda Fondazione..

## Storia
Nella versione in studio di The Mule, la batteria venne parzialmente cancellata per un errore in fase di missaggio del disco. Dato che la batteria di Paice era già stata smontata e spedita per il tour europeo che doveva iniziare a breve, fu necessario noleggiarne un'altra in fretta e registrare di nuovo la parte perduta. The Mule è entrato stabilmente nel repertorio live della formazione Mark II, ospitando l'assolo di batteria di Ian Paice. La versione contenuta su Made in Japan il pezzo contiene un assolo di batteria di 6 minuti.
Nei concerti delle formazioni Mark III e IV la canzone non fu più suonata e gli assoli di batteria erano fatti su You Fool No One. Blackmore però suonava il riff della canzone in chiusura dell'assolo di Paice.